# La Fille du Régent
La Fille du Régent est un feuilleton télévisé français en dix épisodes de 15 minutes, réalisé par Jean-Pierre Decourt et diffusé du 20 au 29 juin 1966 sur la deuxième chaîne de l'ORTF.   Feuilleton diffusé à partir du mardi 24 mai 1966 à la RTB (Radio Télévision Belge francophone).

## Synopsis
Adapté du roman Une fille du Régent d'Alexandre Dumas (1845), ce feuilleton est la suite du Chevalier d'Harmental. Il met en scène Gaston de Chanlais, un jeune noble chargé d'éliminer le Régent de France, Philippe d'Orléans.

## Distribution
- Alain Pralon : Gaston de Chanlais
- Claire Vernet : Hélène
- Jacques Balutin : Tapin
- Gérard Dournel : Oven
- Jean-Pierre Kérien : Pontalec
- Jean-François Zeller : Montlouis
- Alain Peron : Talhouet
- Raymond Gérôme : le Régent
- Madeleine Clervanne : Madame Desroches
- Jacques Robiolles : Griffouille
- Henri Virlojeux : l'abbé Dubois
- Jean Berger : D'Argenson

## Épisodes
1. Une poignée de conspirateurs
2. Le Cavalier noir
3. Le Mystérieux protecteur
4. Le Capitaine Roquefinette
5. De cape et d'épée
6. À la Bastille
7. La Mort rôde
8. L'Évasion
9. Le Régicide
10. Tragédie